# 七大寺年表
七大寺年表（しちだいじねんぴょう）は、平安期に成立した僧伝史料のひとつ。天武天皇11年（682年）の薬師寺建立から、延暦21年（802年）の最澄渡海の勅許に至る、仏教関係の記事を編年体で記した史料であり、おもに南都七大寺（東大寺・興福寺・元興寺・大安寺・西大寺・薬師寺・法隆寺）諸僧の僧綱補任を取り扱っている。古代における僧伝史料の基本的なものとして知られている。原本は愛知県名古屋市の真福寺に蔵されており、重要文化財に指定されている。また、『続群書類従』釈家部に収められている。その成立については長く不明瞭であったが、平田俊春の研究により、東大寺東南院院主である恵珍が、永万元年（1165年）に著した『僧綱補任』の残欠本であることが定説となっている。

## 成立
先に記した通り、『七大寺年表』は恵珍著『僧綱補任』の残欠本であると考えられている。僧綱補任とはすなわち上級僧侶の歴任帳であり、この名前を銘する書籍はいくつか存在する。ここで取り扱う『僧綱補任』は、興福寺蔵平安時代写6巻本『僧綱補任』を恵珍が増補した東大寺東南院蔵全12巻本であり、うち完本が伝わるものは『七大寺年表』の名で知られる1巻・2巻のみである。ただし、これを抄出したものとして深賢著『僧綱補任抄出』全2巻が伝わっており、もっとも古い写本が興福寺に所蔵されるほか、『群書類従』補任部に収録されている。
長らく『七大寺年表』の成立については不明瞭であり、伝統的にはその内容から延暦期の成立であると考えられていた。しかし、昭和27年（1952年）、平田俊春の史料批判により、同書の多くの箇所が平安期に成立した『扶桑略記』の引き写しであること、『僧綱補任抄出』の記述が明らかに『七大寺年表』の抄出としての性質をもっていることが明らかにされた。また、『僧綱補任抄出』の記述から、真福寺蔵の書籍が『僧綱補任』の原本であることが明確になった。『僧綱補任』が『七大寺年表』として伝えられた理由は、16巻のうち後半部が散佚して2巻のみが残存し、その内容の多くが奈良の僧侶に関するものであったために誤認されてしまったゆえであると考えられている。